# Pohjoinen suurpiiri
Pohjoinen  suurpiiri (en suédois : Norra stordistriktet, en français : Superdistrict Nord) est le superdistrict numéro 4 du Nord d'Helsinki, la capitale de la Finlande. 
Sa population est de 40806 habitants et sa superficie de 23,26 km2.